# Xavier Aldekoa
Xavier Aldekoa   (Barcelona, 24 d'abril de 1981) és un periodista català, especialitzat en temes africans. És un dels cofundadors de la Revista 5w, i de la productora social independent Muzungu, i treballa com a corresponsal africà per La Vanguardia i per a altres mitjans.

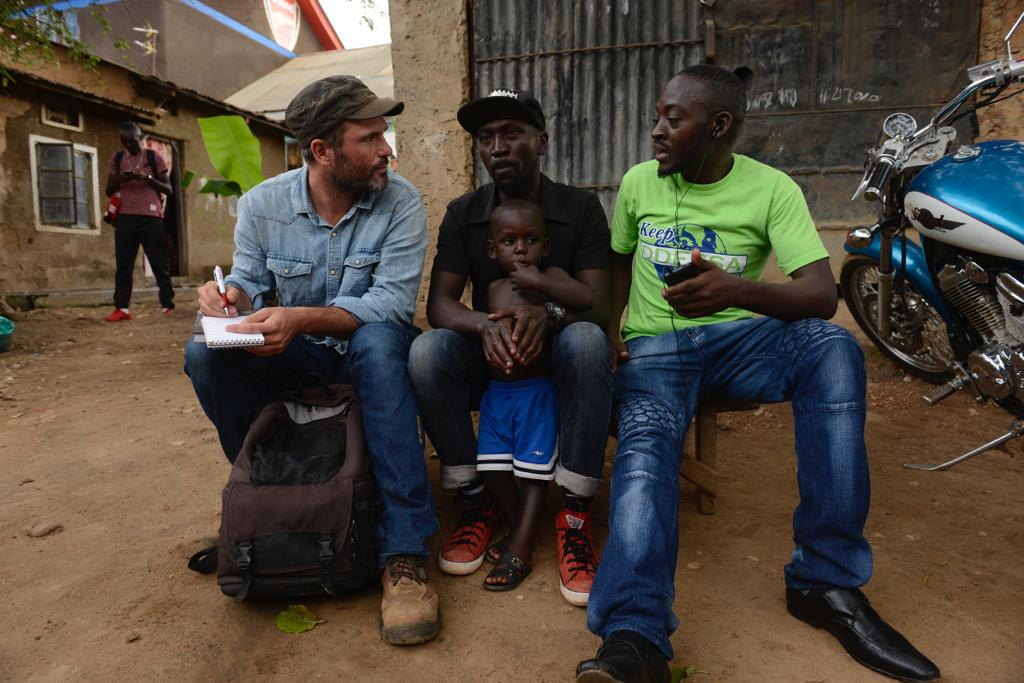
Xavier Aldekoa a Kampala(2018)

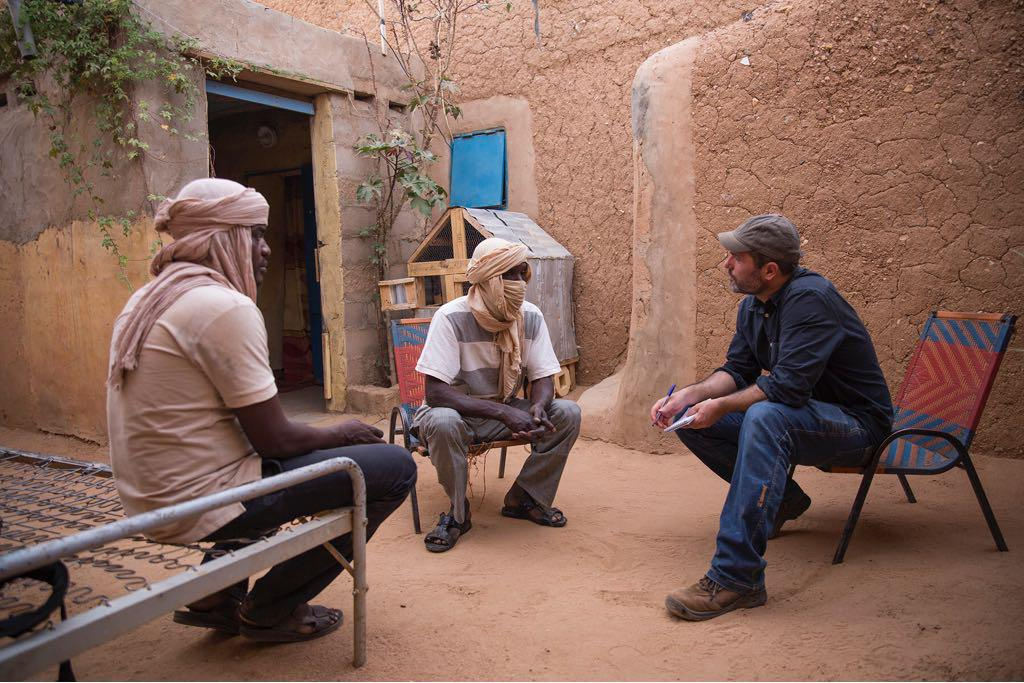
Xavier Aldekoa a Agadez (2019)

Llicenciat en periodisme per la Universitat Autònoma de Barcelona, amb poc més de vint anys Aldekoa va viatjar per primera vegada al continent africà i poc després es va establir a Johannesburg. En els últims anys ha cobert múltiples conflictes i temes socials a Somàlia, Sierra Leone, República Democràtica del Congo, Angola, Sudan del Sud, Mali i més de 35 països africans. Des de l'any 2009 és corresponsal de La Vanguardia a l'Àfrica i realitza reportatges de televisió per a diferents mitjans. Al novembre de 2014 va publicar el seu primer llibre, Océano África (Editorial Península). El desembre del 2016 va guanyar el I premi Revbela de Comunicació, atorgat per la fundació Araganuey de Santiago de Compostel·la.

## Llibres
- Oceà Àfrica (Ara Llibres, 2017)
- Fills del Nil (Ara llibres, 2017)
- Indestructibles (Grup 62, 2019)
- Quixot al Congo (Grup 62, 2023)
- África redonda. Un viaje por el continente a través del deporte (Planeta, 2025)[8]

## Documentals
- Tras los pasos de Mandela (52’)
- El derbi de Sudáfrica (52’).
- RD Congo, un país en tinieblas (24’)
- Tensión en el subsuelo (24’)